# 阿尔芒松河畔沙伊
阿爾芒松河畔沙伊（法語：Chailly-sur-Armançon，法語發音：[ʃaji syʁ aʁmɑ̃sɔ̃]）是法国科多尔省的一个市镇，属于博讷区。

## 地理
阿尔芒松河畔沙伊（47°16'19"N, 4°29'4"E）面积18.65 平方千米，位于法国勃艮第-弗朗什-孔泰大區科多尔省，该省份为法国中东部省份，北起奥布省，西接涅夫勒省和约讷省，南至索恩-卢瓦尔省，东南接汝拉省，东临上索恩省，东北部与上马恩省接壤。
与阿尔芒松河畔沙伊接壤的市镇（或旧市镇、城区）包括：埃吉伊、阿尔孔塞、伯雷博盖、沙泰勒诺、图瓦西勒代塞尔、贝勒诺苏普伊、布朗塞、马西伊-奥尼、蒙圣让。

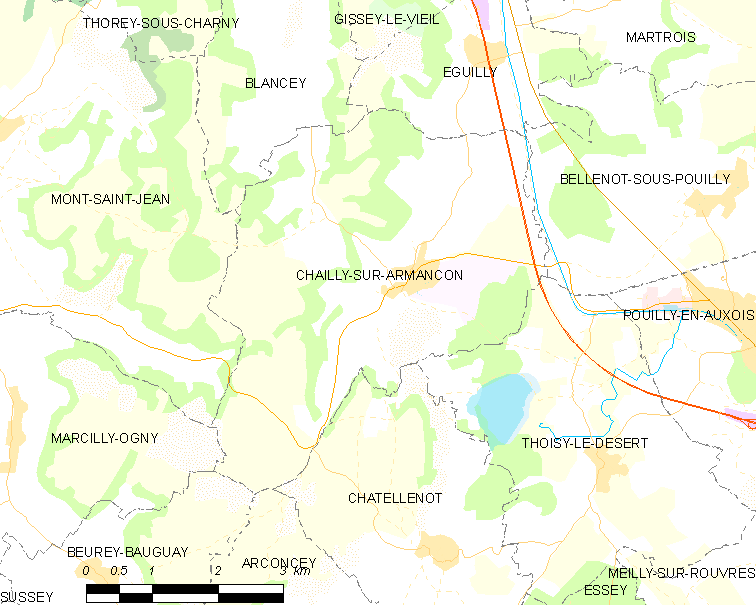
阿尔芒松河畔沙伊的OSM定位图

阿尔芒松河畔沙伊的时区为UTC+01:00、UTC+02:00（夏令时）。

## 行政
阿尔芒松河畔沙伊的邮政编码为21320，INSEE市镇编码为21128。

## 政治
阿尔芒松河畔沙伊所属的省级选区为阿尔奈勒迪克县。

## 人口

1962-2008年间阿尔芒松河畔沙伊人口变化图示

阿尔芒松河畔沙伊于2022年1月1日时的人口数量为276人。